# Euskaltzaindia

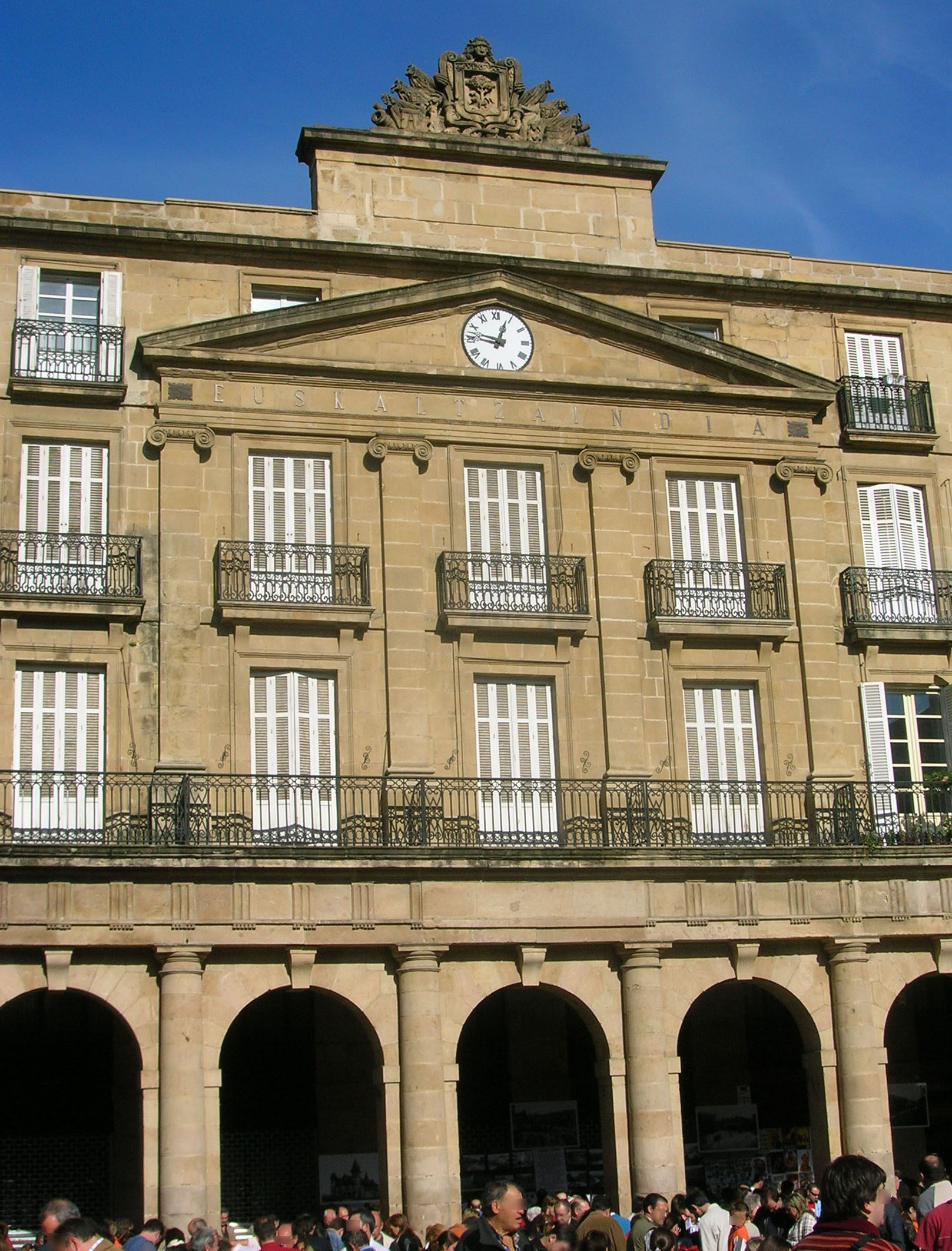
L'edificio principale dell'Euskaltzaindia a Bilbao

L'Euskaltzaindia, in italiano Regia Accademia della Lingua Basca, in lingua spagnola Real Academia de la Lengua Vasca, è l'istituzione culturale ufficiale deputata alla pianificazione linguistica della lingua basca. Fondata nel 1919 per volere di Alfonso XIII di Spagna ha la funzione, al pari della Eusko Ikaskuntza, di valorizzare e proteggere la lingua basca e guidarne e regolarne lo sviluppo.
Il suo stemma è un ramo di quercia, accompagnato dal motto Ekin eta jarrai ("Partire e proseguire").